# Sorpasso (bridge)
Nel gioco del bridge e in giochi simili, un sorpasso (spesso si usa il termine francese: impasse) è una tecnica che permette di promuovere una o più prese basandosi sulla posizione favorevole di una o più carte in mano agli avversari. Per esempio se è possibile muovere una carta verso una combinazione di Asso / Dama, si può ottenere una presa in più a condizione che Re sia piazzato nella mano che muove prima.
Una definizione più precisa potrebbe essere:
Un gioco che, basandosi sulla posizione favorevole di particolari carte, cerca di vincere la presa corrente o una successiva con una certa carta anche se gli avversari ne hanno in mano altre più alte.
La maggior parte dei sorpassi si basa su di una combinazione di onori non consecutivi, detti forchetta. Il sorpasso viene spesso indicato anche col termine francese di impasse.

## Sorpasso base

### Sorpasso diretto
Un sorpasso diretto è quello che guadagna una presa senza perderne nessuna a seconda che la carta mancante sia piazzata dalla parte giusta. Per esempio:
| ♠ A Q |
| N↑ S↓ |
| ♠ 7 2 |

Se Sud è in presa può muovere una carta piccola e, se Ovest sta basso, può giocare la Dama da Nord. Se il Re è in Ovest (vale a dire è piazzato), Nord-Sud otterranno due prese senza perderne alcuna.

### Sorpasso indiretto
Un sorpasso indiretto si ha quando si può ottenere una presa a condizione che una carta sia posizionata dalla parte giusta, ma potendone perdere una prima. Un esempio tipico è:
| ♠ K 7 |
| N↑ S↓ |
| ♠ 6 3 |

Sud muove una picche verso il Re; se Ovest ha l'Asso, il Re guadagnerà la presa corrente o una successiva.

### Doppio o triplo sorpasso
Un sorpasso doppio è un sorpasso contro due onori degli avversari. Talvolta può far guadagnare due prese:
| ♠ A Q 10 |
| N↑ S↓    |
| ♠ 7 4 3  |

Sud muove una picche verso il 10; se resta in presa (o più tardi se la perde), può rientrare in mano con un altro seme e poi muovere ancora picche verso la Dama. Nord-Sud otterranno tre prese se entrambi gli onori mancanti sono in Ovest (nel 25% dei casi in assenza di altre informazioni), due prese se è in ovest uno solo dei due (50% dei casi) e solo una se entrambi gli onori sono in Est (25%).
Altre volte si può guadagnare una sola prese. Per esempio:
| ♠ A J 10 |
| N↑ S↓    |
| ♠ 7 4 3  |

Sud muove picche verso il Fante / 10 una prima volta e, dopo essere rientrato in mano in un altro seme, una seconda. In questo modo si otterranno due prese a condizione che almeno uno degli onori mancanti sia in Ovest (nel 75% dei casi in assenza di altre informazioni).
Da notare comunque che questa combinazione si presta a un gioco di eliminazione e messa in presa che garantisce comunque due prese.
In maniera simile è possibile un sorpasso triplo avendo in mano qualcosa come A-Q-10-8. Se si ha bisogno di quattro prese nel seme si tratta di un gioco di scarsissima probabilità, ma si potranno ottenere probabilmente due o tre prese.

### Sorpasso doppio
Con sorpasso doppio si intende anche è la manovra che consente di guadagnare una presa a condizione che due onori siano piazzati. In questo caso ovviamente la probabilità di successo è solo del 25% circa.
Esempio:
| ♠ A K 10 |
| N↑ S↓    |
| ♠ 7 4 3  |

Sud muove picche e, se Ovest sta basso, inserisce il 10 che rimane in presa se entrambi gli onori mancanti sono in Ovest. Se Ovest inserisce un onore, Nord copre e ripete la manovra dopo essere rientrato in mano con un altro seme.

### Quando muovere la carta alta per un sorpasso
Se la posizione lo permette (quando le due mani hanno un numero sufficiente di carte intermedie da permettere di conseguire le prese rimanenti anche se sono giocati tre onori nella prima presa), è spesso opportuno iniziare con la carta più alta per rimanere in presa e risparmiare i rientri laterali.
Esempio 1:
| ♠ A Q 10 |
| N↑ S↓    |
| ♠ J 4 3  |

Esempio 2:
| ♠ A Q 4  |
| N↑ S↓    |
| ♠ J 10 3 |

Negli esempi 1 e 2 si agisce nello stesso modo. Per operare il sorpasso, di norma è preferibile non muovere la Dama così che, se la manovra riesce, può essere ripetuta immediatamente senza che sia necessario tornare in mano in un altro seme.
Si muove quindi il Fante e, se Ovest sta basso, si lascia in presa (ciò viene chiamato far correre il Fante) e si ripete la manovra immediatamente. Se invece Ovest copre con il Re, si prende con l'Asso e la Dama e il 10 sono ancora sufficienti per fare le altre due prese.
Esempio 3:
| ♠ A 4 3  |
| N↑ S↓    |
| ♠ Q J 10 |

Esempio 4:
| ♠ A Q 4  |
| N↑ S↓    |
| ♠ 10 9 3 |

Gli esempi 3 e 4 mostrano che non è necessaria la presenza di una forchetta nella mano verso cui si muove purché si abbiano onori sufficienti nell'altra mano.
L'esempio 3 può essere giocato esattamente come gli esempi 1 e 2, muovendo cioè una carta qualsiasi da Sud. Nell'esempio 4 si può fare un sorpasso doppio muovendo il 10 (o il 9).
Esempio 5:
| ♠ A 5 4 |
| N↑ S↓   |
| ♠ Q J 3 |

In questo caso non ci sono carte alte sufficienti e non è mai possibile fare tre prese. Infatti, anche se il Re è in Ovest, è sufficiente che copra Dama o Fante per consentite al 10 di fare la terza presa. (L'unica eccezione è rappresentata dal Re secco). 

### Sorpasso di taglio
Il sorpasso di taglio è una variante, applicabile solo nei giochi a colore, nella quale un giocatore, anziché scegliere quale carta di una forchetta giocare, sceglie se tagliare o no.
| ♠   | K Q J |
| ♥   | -     |
| ♦   | -     |
| ♣   | A     |
| N S |       |
| ♠   | -     |
| ♥   | 2     |
| ♦   | 3 2   |
| ♣   | 2     |

In questo esempio cuori è il seme di atout e il 2 nella mano di Sud è l'ultimo rimasto. Se Nord è in mano si possono conseguire tutte le prese a condizione che l'Asso di picche sia in Est. È sufficiente infatti muovere il Re di picche e tagliare solo nel momento in cui viene coperto dall'Asso. Successivamente si torna in Nord con l'Asso fi fiori e si fanno le prese rimanenti.
Da notare che, contrariamente al sorpasso normale, nel sorpasso a taglio l'onore mancante è piazzato se è posizionato dopo gli altri.

## Casi speciali

### Sorpasso segnato
Un sorpasso segnato è quando non si può perdere perché si sa che l'onore dell'avversario è piazzato.
|           | ♠ A 10 5 4 |     |
| ♠ J 9 8 7 | W N↑ S↓ E  | ♠ 6 |
|           | ♠ K Q 3 2  |     |

Se Sud comincia col muovere Re e Dama, si accorge alla seconda presa che Est non ha più picche. A questo punto il sorpasso al 10 è sicuro.

### Sorpasso a due vie
Un sorpasso a due vie è una situazione in cui si può effettuare il sorpasso da ciascuna delle due mani.
| A 10 2 |
| N↑ S↓  |
| K J 3  |

Si può partire giocando il Re e poi effettuare il sorpasso alla Dama in Ovest oppure giocare prima l'Asso e poi effettuare il sorpasso alla Dama in Est.
La decisione su quale strada intraprendere può dipendere da qualche inferenza sulla posizione della Dama ottenuta dalla dichiarazione o dal gioco oppure dalla convenienza di impedire che un determinato giocatore entri in presa.